# Fairmont Singapore
O Fairmont Singapore (Chinês: 费尔蒙特酒店), formalmente Raffles The Plaza (Chinês 莱佛士大厦) é o hotel-irmão do Swissôtel The Stamford, localizado no complexo Raffles City em Singapura. Tem um total de 769 quartos e suites. Aberto como Westin Plaza em 1986, o hotel foi remodelado em conjunto com o Swissôtel The Stamford, antes conhecido como Westin Stamford, e renomeado Raffles The Plaza a 1 de Janeiro de 20102, e Fairmont Singapore a 12 de Dezembro de 2007 com a mudança de marca.
Ambos os hotéis são actualmente geridos pela Fairmont Raffles Hotels International. O Fairmont Singapore é actualmente a "casa" de um dos maiores spa asiáticos - o Willow Stream, antes conhecido como RafflesAmrita Spa, e partilha todas as infraestruturas desportivas e recreativas com o Swissôtel The Stamford. 
En 2005, a 117ª Sessão do Comité Olímpico Internacional realizou-se no Centro de Convenções de Raffles City, localizado em Raffles City. A maioria dos membros do COI ficaram neste hotel, bem como várias figuras bem conhecidas que vieram à cidade em apoio das suas candidaturas. Em 2006, a área de serviço do hotel em base tornou-se uma área de comércio expandida da Raffles City, com 50 novas lojas.